# Randolph Conrad Head
Randolph Conrad Head ist ein US-amerikanischer Historiker.

## Leben
Er erwarb 1979 den AB (Rationality, ideology, and society. Bureaucracy in imperial China) in Sozialanthropologie am Harvard College, 1988 den MA (Life and taxes in medieval Zurich. The demography of family and household according to fifteenth-century tax rolls) in Europäischer Geschichte an der University of Virginia und 1992 den PhD (Social order, politics and political language in the Rhaetian Freestate (Graubünden) 1470–1620) in Europäischer Geschichte an der University of Virginia. Seit 1992 lehrt er an der University of California, Riverside.
Seine Forschungsschwerpunkte sind religiöser Differenz, Geschichte der Schweiz und Geschichte der Archive.

## Schriften (Auswahl)
- Early modern democracy in the Grisons. Social order and political language in a Swiss mountain canton, 1470–1620. Cambridge 1995, ISBN 0-521-47086-2.
- Jenatsch's axe. Social boundaries, identity, and myth in the era of the Thirty Years' War. Rochester 2008, ISBN 1-58046-276-6. networks.h-net.org
- mit Clive H. Church: A concise history of Switzerland. Cambridge 2013, ISBN 0-521-19444-X. hsozkult.de
- Making archives in early modern Europe. Proof, information, and political record-keeping, 1400–1700. Cambridge 2019, ISBN 978-1-108-47378-1. Rezension von Robert Meier, Michael Hochedlinger doi:10.11588/frrec.2020.1.71744, recensio.net doi:10.15463/rec.1098248111